# کاروی لاکات
کاروی لاکات (مجاری: Károly Lakat; ۲۷ نوامبر ۱۹۲۰ – ۳ دسامبر ۱۹۸۸) بازیکن و مربی فوتبال اهل مجارستان بود.
از باشگاه‌هایی که در آن بازی کرده‌است می‌توان به باشگاه فوتبال فرنتس‌واروش اشاره کرد.
وی به‌عنوان سرمربی تیم ملی فوتبال مجارستان در بازی‌های المپیک تابستانی ۱۹۶۸ به مقام قهرمانی دست پیدا کرده‌است.